# Mode éthique

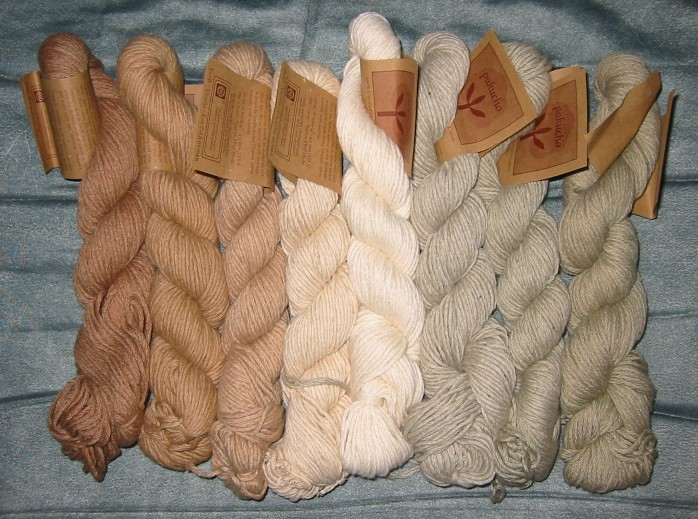
Coton biologique.

La mode dite « éthique », aussi appelée mode « durable » est inspirée du modèle du commerce équitable et des principes de l'éthique, avec deux types de  préoccupations : sociales et environnementales. Elle est ancrée dans une philosophie de la durabilité, et a pour objectif de créer une mode alternative à la fast fashion : plus respectueuse de l'humain et de l'environnement dans son processus de production.

## Origine du mouvement
Au début des années 1990, plusieurs marques comme Esprit, Ellen Tracy, Bonjour, J. G. Hook et Country Road Australia ont déjà intégré l'écologie dans leurs publicités. L'engagement de Patagonia a émergé en 1988 lorsque, dans sa boutique de Boston, du formaldéhyde s'évaporant des vêtements stockés a rendu tous les employés malades. En 1990, Hermès déclare l'année 1990 « année de l'extérieur » alors que ses dons annuels pour la Rainforest Alliance atteignent $90 000. Chez Armani, la tendance se manifeste avec des lignes de vêtement qui s'affinent pour économiser les matières premières. Nike crée le Nike Environmental Action Team en 1993 alors que les ventes d'Air Jordan explosent.
L'émergence de la mode éthique est perçue par certains analystes comme une forme de greenwashing, l'industrie du textile étant polluante en soi. En 1990, le designer français Frederic Castet est critiqué pour avoir conçu une fourrure synthétique, mais dont la production est extrêmement polluante.
En 2005, le chanteur Bono et son épouse Ali Hewson lancent la marque de mode éthique Edun dans laquelle le groupe LVMH investit en 2009. En 2008, une étude du site français Modetic.com sur ses clients démontre une forte connivence entre la mode éthique et la mode du bio de manière générale.
En 2012, la marque Patagonia lance la campagne « N’achetez pas cette veste » pour sensibiliser les acheteurs sur l'achat impulsif et l'impact écologique lié à chaque vêtement produit.
À la suite de l'effondrement du Rana Plaza, une usine textile au Bangladesh le 24 avril 2013 qui a entrainé la mort de 1 135 personnes, et plus de 2 500 blessés, les créatrices de mode britanniques Carrie Sommers et Orsola de Castro lancent le hashtag #whomademyclothes sur les réseaux sociaux, demandant aux citoyennes et citoyens d’apostropher les marques sur la traçabilité et la transparence de leur chaîne d’approvisionnement.
En 2018, l'agence de l’Environnement et de la Maîtrise de l’Énergie a constaté qu'avec 100 milliards de vêtements vendus annuellement, la production entre 2000 et 2014 à doublé. Or en 2012, 84 % des vêtements dont les consommateurs américains ne voulaient plus ont été jeté dans des décharges ou des incinérateurs, ce qui aggrave l'émission de gaz à effets de serre et la pollution des eaux et des sols. En France, on estime qu'environ 240 000 tonnes de vêtements seraient jetés chaque année. L'industrie de la mode émet environ 2 % de l'émission de gaz à effet de serre mondiale (soit 1.2 Milliard de tonnes de CO2), et utilise 4 % de l'eau potable disponible sur la planète.
Lors de pandémie de Covid-19, une prise de conscience est revenue concernant la surconsommation de vêtements. Le rester chez soi a fait passer la mode à un niveau secondaire, et les consommateurs effectuant principalement leurs achats en ligne ont développé des exigences sur l'impact écologique des vêtements achetés lors de cette grande période d'assainissement. 

## Définitions
Jean Stéphane, professeur de mode éthique à l’École supérieure de mode de Montréal, détaille 5 grandes tendances autour de la mode engagée :
- la mode éthique au sens strict, qui s’inspire du commerce équitable. Elle montre une conscience sociale de la fabrication du vêtement et a pour objectif d'améliorer les conditions de travail et de vie des travailleurs et travailleuses de l'industrie textile. Cependant, dans le langage courant, le terme « mode éthique » évolue vers une définition beaucoup plus large qui englobe aussi la mode écologique, la mode recyclée et parfois même la mode durable et locale. Elle devient donc synonyme du concept global de mode responsable.
- la mode écologique, qui se soucie de son impact sur l’environnement. Il s'agit d'un enjeu essentiel puisque l'industrie de la mode est la deuxième plus polluante au monde[15].
- la mode recyclée se construit à partir de vêtements et autres matériaux ayant déjà eu une première vie, voire deux ou trois.
- la mode durable, enfin, se confond avec ce que les experts appellent la slow fashion. « On fait des vêtements durables et indémodables. Ainsi, on pousse le consommateur à acheter de la meilleure qualité afin qu’il consomme moins. »[16] Dans le langage courant, le terme de « mode durable » s’utilise souvent - tout comme « mode éthique » - pour désigner le concept global de « mode responsable ».
- la mode locale, qui s’appuie sur des circuits de production très courts.

## Principes
L'industrie de la mode étant l'une des plus polluantes de la planète, les acteurs de la mode écoresponsable proposent de nombreuses manières de remédier à cela :
- User ses vêtements jusqu'à l'épuisement de ceux-ci.
- Acheter des vêtements d'occasion.
- Acheter local
- Prendre soin de ses vêtements
- Échanger, louer

- Donner, vendre, partager
- S'éduquer

## Contenu
Dans le domaine environnemental, la mode éthique associe des créateurs qui cherchent à diminuer l'empreinte écologique de leur production, en utilisant des matières dites « écologiques », biologiques ou recyclées, et des processus de fabrication moins consommateurs d'eau, d'énergie et de transports, toujours dans l'optique de réduire l'impact environnemental du produit, tout au long de son cycle de vie.
Les aspects sociaux respectent les principes du commerce équitable tels qu'un salaire décent, le respect des droits des travailleurs et l'interdiction du travail des enfants, le respect des conventions internationales de l'OIT et l'application d'une charte minimum de droit social. Il peut s'agir de commerce équitable labellisé (dans le cas du coton), de filières vérifiées par des organismes de commerce équitable, ou encore de marques respectant les critères, moins contraignants, de la responsabilité sociale des entreprises.
La mode éthique est aussi parfois « ethnique », s'inspirant de modèles traditionnels pour des raisons esthétiques et/ou fonctionnelles (pagne, paréo, vêtements péruviens, etc.), en faisant produire les étoffes ou leurs décors dans les pays d'origine.

## Exemples de matières dites«écologiques»
- la fibre de bambou, la poudre de bambou utilisée sous forme visqueuse - la culture du bambou étant sobre en consommation d’eau ;
- le chanvre ;
- la laine
- le coton issu de l'agriculture biologique, cultivé sans engrais chimiques (le coton conventionnel a un impact sur l’environnement désastreux, de par sa consommation en eau, mais surtout à cause de l'usage massif de pesticides) ;
- le cuir de liège, champignon, algue, ananas sont des alternatives écoresponsables au cuir animal[18] ;
- certaines matières recyclées, par exemple à partir des plastiques telles que le PVC ou polyéthylène ;
- les fibres d'origine végétale, une filière où certains produits peuvent être écocertifiées, écosociocertifiées et/ou avoir fait l'objet d'un écobilan ou d'une analyse du cycle de vie (ACV). (par exemple le tencel, lyocell)

Une matière est considérée comme écologique dans la mesure où les cultures - dans leurs pays d'origine - n'ont pas contribué à dégrader les sols, détruire la forêt, drainer des zones humides, etc. Les Labels GOTS et Oeko-Tex sont considérés comme labels de référence pour s'assurer de l'aspect responsable des textiles.

## Exemples
- Stella McCartney refuse l'usage de toute matière d'origine animale dans ses créations[19].
- Dries Van Noten, se spécialise dans la fausse fourrure[20].
- Julie Laurent utilise des fins de stocks de grandes marques comme des tissus Vuitton, Hermès, Chanel ou Dior et les retravaille daqns un petit atelier spécialisé[21].
- Pinatex est une marque de sac vegan qui utilise exclusivement du cuir d'ananas.
- Marine Serre donne une seconde vie à des vêtements comme avec son projet « Regenerated », où elle réutilise différents types de jeans destinés à être jeté[22],[23].